# Kniha Mormona
Kniha Mormona je součástí Knihy Mormonovy. Je datována mezi léta 321-421 po Kr.
Kniha pojednává o válce mezi Nefity a Lamanity. Mormon, který vystupuje jako průvodce, získává desky Nefiovy. 